# Filippo Alotta
Filippo Alotta (Palermo, 22 giugno 1941 – Palermo, 12 agosto 2003) è stato un cantante italiano.

## Biografia
Sin da piccolissimo mostra una straordinaria predisposizione nei confronti della musica, nonché una spiccata versatilità per ogni tipo di strumento. A soli tre anni suona il pianoforte e qualche anno dopo l'armonica a bocca e la fisarmonica, partecipando già da bambino a numerose feste di piazza.
A diciotto anni, nel 1960, partecipa, per la prima volta, ad una manifestazione canora: il “Primo Applauso Studentesco”, con il brano “Non passa più”. Da quel momento, consapevole del suo talento musicale, decide di intraprendere professionalmente la carriera artistica.
Sempre nel '60, prende parte al Festival “Il Chiostro D'Oro”, condotto da Enzo Tortora, (manifestazione paragonabile all'attuale “Sanremo Giovani”), dal quale erano già emersi cantanti come Gigliola Cinquetti, Anna Identici, Marcella Bella, Iva Zanicchi, Rita Pavone; si classifica “ingiustamente”, come riportò la stampa, al quarto posto. Solo un anno dopo, sarà vincitore dello stesso concorso, presentato ancora una volta da Enzo Tortora.
Nel 1962, in occasione di un festival organizzato dalla Presidenza della Regione Siciliana, si esibisce con il suo gruppo “Vocalist Jolly”, ricevendo il primo premio.
Per qualche anno, si esibisce nei nights cittadini ed intraprende una faticosa lunga tournée, ricca di consensi, in Germania, Paesi Bassi, Danimarca, America e Isole Haiti.
È nel 1964 che raggiunge una discreta popolarità grazie alla sua partecipazione alla trasmissione radiofonica “Trinacria D'Oro”, e soprattutto perché, a soli ventidue anni, incide, per conto della casa discografica “Phonorex”, due 45 giri, contenenti tre composizioni dello stesso Alotta, “Il Cielo Comprese”, “Lenta Fiocca la Neve”, “I Can't Stop Loving You”, e un brano di Balvai e Brogo dal titolo “Nerone Cambia i Gusti”.
Nello stesso anno, vince il primo premio cantando “Palermo Mia” nella “1ª Rassegna della Canzone Regionale”, organizzata dalla casa discografica “Phonorex”, tenutasi al Teatro Politeama; un avvenimento artistico di grande importanza, trasmesso dalla RAI in radio e televisione.
Sempre nel '64, in ottobre, vince per la seconda volta, “meritatamente”, come scrive la critica,  “Il Chiostro D'Oro”, presentato da Pippo Baudo, ricevendo calorosi e prolungati applausi con “La Novia”, “Città Vuota” e “O' Sole Mio”. Nello stesso concorso, partecipa il fratello di Filippo, con il nome d'arte “Pippo Alos”, classificandosi al quarto posto.
In quel periodo il cantante viene scoperto da Mike Bongiorno, il quale gli propone un provino discografico che lo vede competere insieme ad altre quattro “voci nuove”; risultando vincitore alla selezione finale, gli viene offerto un contratto con una notissima casa discografica americana, la S.A.A.R.. Dopo aver firmato il contratto, uscite le prime recensioni di importanti testate giornalistiche, interviene la “Phonorex”, che avanza i diritti d'esclusività sul cantante, bloccandogli il nuovo contratto e quindi il successo al grande pubblico.
Nel '65 viene pubblicato un 45 giri dalla “Leader Records”, con i brani “Quando Lei mi Cercherà” e “Mille Sogni per un Bacio”, con l'accompagnamento dell'orchestra di Virgilio Braconi e la partecipazione dei 4 + 4 di Nora Orlandi, che ottiene un discreto successo a carattere nazionale.
Nel 1967 forma il gruppo “The Big Friends”, con cui si esibisce per almeno dieci anni.
Per un lungo periodo incide diversi dischi ma, soprattutto, si impegna nello studio del canto lirico. Nel 1972 entra a far parte, come tenore, del Coro del Teatro Massimo di Palermo, dove rimarrà fino al 2001 (più tardi ne farà parte la figlia Niki, soprano, e, per qualche periodo, il figlio Antonio, tenore). Si dedica per molti anni al “madrigale”, cantando in un quartetto diretto dal Maestro Mario Tagini, all'epoca Maestro del Coro del Teatro.
Nel 1981 vince il “2º Festival della Canzone Siciliana”, presentato da Pippo Baudo, con la canzone “Sona Chitarra Mia” di Gagliano e Guitarsaro ed esce un 45 giri con questo titolo, insieme al 33 giri con le canzoni del Festival.
L'anno successivo incide il primo LP “E lu Signori fici lu Munnu… Fici la Sicilia”, album di canzoni siciliane di cui lo stesso Alotta è autore e compositore.
Nel 1983 pubblica il secondo 33 giri “Ieri... Oggi l'Operetta” in cui sono rivisitati, in versione classica, brani tratti dalle operette più famose. Il titolo di questo LP è anche quello dello spettacolo che il tenore porta, con successo, in giro per la Sicilia con la sua compagnia, della quale fanno parte anche le figlie Niki e Francesca.
Nel 1984 esce il più importante dei suoi dischi, il terzo LP, inciso dalla casa discografica “Ricordi” e distribuito da “Sigla 4”, in cui sono eseguiti brani d'operetta arrangiati in chiave moderna, senza interruzioni e a ritmo di discomusic; una trovata dello stesso Alotta che porta i ragazzi a ballare in discoteca sulle note della classica operetta. Il disco, pubblicizzato da “Canale 5”, arriva, per le vendite ottenute, al quarto posto della classifica di “Discoring”, famosa trasmissione televisiva andata in onda negli anni '80-'90 su RAI 1, dove viene chiamato a partecipare come ospite; prende parte anche al programma “Tandem”, presentato da Fabrizio Frizzi; concordate le date per intervenire alle trasmissioni “Fantastico” e “Domenica In”, la sua partecipazione verrà annullata a causa delle conflittualità tra la RAI, alla quale appartenevano i programmi e il gruppo Fininvest, che si occupava della distribuzione del disco. Ancora una volta perde l'occasione per farsi conoscere al grande pubblico, opportunità che non sfugge alla figlia Francesca vincendo nel 1992 il Festival di Sanremo con la canzone “Non amarmi”, cantata in coppia con Aleandro Baldi.
Nel 1985 è in tournée in America con la figlia Niki e nel 1986 in Belgio, dove riscuote ampi successi e riconoscimenti.
Per alcuni anni si dedica alla sua compagnia di operetta e musical, coadiuvato sempre dalla sua inscindibile ed instancabile moglie Mariella, che si occupa dell'organizzazione e del coordinamento di tutti i suoi spettacoli, e che è presidente della loro associazione musicale “Noi Due”.
Nel 1993 organizza il “Festival del Sud”, una gara canora di cantanti e cantautori di tutta la Sicilia, la cui giuria è composta da vip, che verrà ripetuto per diversi anni.
Nel 1995 Filippo e la figlia Niki vengono premiati con la “Pigna d'Argento”, nel corso della settima edizione dell'omonima manifestazione, tenutasi al Teatro Biondo; riconoscendo ad entrambi di aver saputo dare, nel settore musicale, un importante contributo artistico alla Sicilia.
Nel 1996 partecipa al Festival “Voce D'Oro” tenutasi ad Hamilton, in Canada, organizzato in collaborazione con il Festival di Sanremo e presentato da Toto Cutugno. Nell'occasione viene pattuito un gemellaggio con il  “Festival del Sud”, organizzato dal cantante a Palermo.
In quell'anno è protagonista insieme alla figlia Francesca di un concerto nella “Sala Liberty” del casinò di Sanremo, luogo in cui si sono esibiti molti artisti che sono passati dal Festival.
Nel 1998, chiusa ormai da qualche anno l'associazione “Noi Due”, ne costituisce una nuova, “La Voce dell'Arte”, con la quale avvia una scuola di canto che, in breve, diventerà un punto di riferimento per molti giovani aspiranti cantanti.
Sul sito internet “Filippo Alotta + LP”, creato dagli stessi fans del cantante, si possono trovare informazioni sulla sua carriera, i dischi che ha inciso e gli artisti che si sono esibiti con lui.
È del 2002 la sua ultima esibizione, protagonista insieme alla figlia Niki, di uno spettacolo in onore di Santa Rita da Cascia all'interno del Chiostro della Chiesa di S. Agostino a Palermo.
Lascia un centinaio di brani di cui è autore e compositore e circa trenta incisioni discografiche.
Muore a Palermo il 12 agosto 2003. Da allora gli sono stati dedicati concorsi musicali e diversi memorial.

## Discografia

### 33 1/3 RPM
- 1984 Discoperetta - Sigla Quattro / RCA[8]

### 45 RPM
- Il Cielo Comprese / Lenta Fiocca La Neve - Phonorex / BIEM[9]
- Sona Chitarra mia / E Vui Durmiti Ancora[10]